# Tanzaniaanse Supercup
De Tanzaniaanse Supercup ("Ngao ya Jamii") is een jaarlijkse wedstrijd tussen de landskampioen en de bekerwinnaar van Tanzania. Indien de landskampioen ook de bekerwinnaar is, neemt deze het op tegen de vicekampioen.

## Edities
| Jaar                              | Winnaar           | Uitslag | Finalist          | Opmerking                                   |
| --------------------------------- | ----------------- | ------- | ----------------- | ------------------------------------------- |
| 2001                              | Young Africans SC | 2-1     | Simba SC          |                                             |
| 2002                              | Simba SC          | 4-1     | Young Africans SC |                                             |
| 2003                              | Simba SC          | 1-0     | Mtibwa Sugar FC   |                                             |
| niet gespeeld in 2004             |                   |         |                   |                                             |
| 2005                              | Simba SC          | 2-0     | Young Africans SC |                                             |
| niet gespeeld tussen 2006 en 2008 |                   |         |                   |                                             |
| 2009                              | Mtibwa Sugar FC   | 2-1     | Young Africans SC |                                             |
| 2010                              | Young Africans SC | 0-0     | Simba SC          | Young Africans SC wint na penalty's met 3-1 |
| 2011                              | Simba SC          | 2-0     | Young Africans SC |                                             |
| 2012                              | Simba SC          | 3-2     | Azam FC           |                                             |
| 2013                              | Young Africans SC | 1-0     | Azam FC           |                                             |
| 2014                              | Young Africans SC | 3-0     | Azam FC           |                                             |
| 2015                              | Young Africans SC | 0-0     | Azam FC           | Young Africans SC wint na penalty's met 8-7 |
| 2016                              | Azam FC           | 2-2     | Young Africans SC | Azam FC wint na penalty's met 4-1           |
| 2017                              | Simba SC          | 0-0     | Young Africans SC | Simba SC wint na penalty's met 5-4          |
| 2018                              | Simba SC          | 2-1     | Mtibwa Sugar FC   |                                             |
| 2019                              | Simba SC          | 4-2     | Azam FC           |                                             |
| 2020                              | Simba SC          | 2-0     | Namungo FC        |                                             |
| 2021                              | Young Africans SC | 1-0     | Simba SC          |                                             |

## Supercups per club
| Club              | Titels | Runner-ups |
| ----------------- | ------ | ---------- |
| Simba SC          | 9      | 3          |
| Young Africans SC | 6      | 6          |
| Mtibwa Sugar FC   | 1      | 2          |
| Azam FC           | 1      | 5          |
| Namungo FC        | 0      | 1          |